# Bundel met de mooiste liederen van deze tijd
Het Bundel met de mooiste liederen van deze tijd (Frans: Recueil des plus beaux airs de ce temps) is een manuscript uit 1620, versierd met miniaturen. Dit boek bundelt 74 Franse liederen met de liefde als onderwerp.

## Iconografie
In dit boek vindt men op drie plaatsen het blazoen en de lijfspreuk Tum demum satiabor, (Nederlands: Pas als er tevredenheid is) terug. Alhoewel alles geschreven is op vellum is er zijde gebruikt voor één  geïllustreerd blad. Zestien andere bladen vertonen paginagrote illustraties met veelal een mythologische achtergrond. De Metamorfosen van Ovidius waren hiervoor de inspiratiebron. De laatste illustratie beeldt de lijkstoet uit van Cupido, als begeleiding bij het lied “Carillon joué aux funérailles de l’amour” (“Klokkenspel bij de begrafenis van de liefde”). 
Daarnaast bevat de bundel een bestiarium: 16 afbeeldingen van paarden, een leeuw, een hond, een aap, een olifant… en een eenhoorn. Het zijn vooral de miniaturen die van grote artistieke waarde zijn.
Achteraan is er een alfabetische index opgenomen: "airs nouveaux" (“nieuwe liederen”), "chansons nouvelles" (“nieuwe liederen”), "chansons amoureuses" (“liefdesliederen”), "airs de cours" (“hofliederen”), "ballets nouveaux” (“nieuwe balletten”) en "chansons en gaillarde" (“vrolijke liederen”).

## Achtergrond
Het was de rechtsgeleerde Melchior Dassonleville uit Bergen die het boek bestelde.

## Geschiedenis
Dit manuscript werd in 2018 op vraag van de Universiteit van Bergen door het door het Koning Boudewijnstichting beheerd Fonds Léon Courtin-Marcelle Bouché aangekocht.